# Televisa
Televisa je najpoznatija meksička TV kuća i najveća medijska kuća u španjolskom govornom području.

## Zanimljivosti
U svijetu je poznata kao tvornica telenovela. Prisutna je u Meksiku, Latinskoj Americi, SAD-u, Europi, Aziji i dijelovima Afrike. Lanac je najvećeg proizvođača i izvoznik je programa za zemlje u Južnoj Americi, Aziji, Africi, a odnedavno i u Australiji. 
Najveći konkurent Televise u Latinskoj Americi je brazilska TV kuća Rede Globo. Televisa je osnovana 1955. godine kao Telesistema Mexicano spajanjem prva tri meksička televizijska kanala. Medijsko carstvo Televise je u vlasništvu bogate meksičke obitelji Azcárraga.

## Telenovele prikazane u Hrvatskoj
| Hrvatski naziv             | Originalni naslov           | Televizijska postaja emitiranja |
| -------------------------- | --------------------------- | ------------------------------- |
| Divlja ruža                | Rosa salvaje                | HRT RTL                         |
| I bogati plaču             | Los ricos tambien lloran    | HRT                             |
| Stakleno carstvo           | Imperio de cristal          | HRT                             |
| Acapulco, dušom i tijelom  | Acapulco, cuerpo y alma     | HRT                             |
| Divlje srce                | Corazon salvaje (1993.)     | HRT                             |
| Ljubavne veze              | Lazos de amor               | HRT                             |
| Skrivene strasti           | Sentimientos ajenos         | OTV                             |
| Krivnja                    | The Guilt                   | HRT                             |
| Esmeralda                  | Esmeralda                   | HRT Doma TV                     |
| Marisol                    | Marisol                     | HRT Doma TV                     |
| Otimačica                  | La usurpadora               | HRT Doma TV                     |
| Laž                        | La mentira                  | HRT                             |
| Labirinti strasti          | Laberintos de pasion        | HRT                             |
| Uvijek ću te voljeti       | Siempre te amare            | HRT                             |
| Za tvoju ljubav            | Por tu amor                 | Nova TV Doma TV                 |
| Moja sudbina si ti         | Mi destino eres tu          | HRT                             |
| Izvor                      | El manantial                | HRT                             |
| Pravo na rođenje           | El derecho de nacer (2001.) | HRT                             |
| Zlatni kavez               | La jaula de oro             | HRT                             |
| Sirota mala bogatašica     | Pobre niña rica             | HRT                             |
| One su takve               | Asi son ellas               | HRT                             |
| Ukleta Mariana             | Mariana de la noche         | Nova TV Doma TV                 |
| Istinska ljubav            | Amor real                   | HRT Doma TV                     |
| Moja voljena               | Niña amada mia              | Nova TV                         |
| Između ljubavi i mržnje    | Entre el amor y el odio     | Nova TV                         |
| Uljez                      | La intrusa                  | Nova TV                         |
| Iznova voljeti             | Amar otra vez               | HRT                             |
| Ljubav bez grijeha         | Sin pecado concebido        | Nova TV                         |
| Rubi                       | Rubí                        | Nova TV Doma TV                 |
| Zrela ljubav               | Piel de otoño               | HRT                             |
| Ljubav nema cijene         | El amor no tiene precio     | HRT                             |
| Putovi ljubavi             | Las vias del amor           | Nova TV                         |
| Ljubav na kocki            | Apuesta por un amor         | Nova TV Doma TV                 |
| Maćeha                     | La madrastra                | Nova TV                         |
| Protiv vjetra i oluje      | Contra viento y marea       | HRT                             |
| Zora                       | Alborada                    | HRT Doma TV                     |
| Ljubav i mržnja            | Mundo de fieras             | Nova TV                         |
| Dvoboj strasti             | Duelo de pasiones           | HRT                             |
| Skrivena istina            | La verdad oculta            | Nova TV                         |
| Anin dvostruki život       | Las dos caras de Ana        | HRT                             |
| Ružna ljepotica            | La fea mas bella            | Nova TV                         |
| Strast                     | Pasion                      | HRT Doma TV                     |
| Opijeni ljubavlju          | Destilando amor             | HRT                             |
| Rebelde                    | Rebelde                     | Nova TV Doma TV                 |
| Draga neprijateljica       | Querida enemiga             | HRT                             |
| Oprezno s anđelom          | Cuidado con el angel        | HRT Doma TV                     |
| Magična privlačnost        | Sortilegio                  | Nova TV Doma TV                 |
| Odavde do vječnosti        | Mañana es para siempre      | Nova TV Doma TV                 |
| Moj grijeh                 | Mi pecado                   | HRT                             |
| U ime ljubavi              | En nombre del amor          | Nova TV Doma TV                 |
| More ljubavi               | Mar de amor                 | HRT                             |
| Slomljeno srce             | Heridas de amor             | Nova TV Doma TV                 |
| Zauvijek zaljubljeni       | Juro que te amo             | Nova TV Doma TV                 |
| Kameleoni                  | Camaleones                  | Doma TV                         |
| Gospodarica tvoga srca     | Soy tu dueña                | HRT                             |
| Pobjeda ljubavi            | Triunfo del amor            | Nova TV Doma TV                 |
| Teresa                     | Teresa (2010.)              | Nova TV                         |
| Kad zavolim, vrijeme stane | Cuando me enamoro           | HRT                             |
| Ljubav bez granica         | Amar sin límites            | Doma TV                         |
| Oluja u raju               | Tormenta en el paraíso      | Nova TV Doma TV                 |
| Moć sudbine                | La Fuerza Del Destino       | HRT                             |
| Salome                     | Salome                      | Doma TV                         |
| Prkosna ljubav             | Amor bravio                 | HRT                             |
| Nasljednica s Vendavala    | La mujer del Vendaval       | HRT                             |
| Rosalinda                  | Rosalinda                   | Doma TV                         |
| Zabranjena žena            | La que no podia amar        | Doma TV                         |
| Prave ljubavi              | Amores verdaderos           | Doma TV                         |
| Oluja u srcu               | La tempestad                | Doma TV                         |

## Vanjske poveznice
- Službena stranica